# Gnathonemus barbatus
Espèce
Statut de conservation UICN

 DD  : Données insuffisantes
Gnathonemus barbatus est une espèce de poissons d'eau douce de la famille des Mormyridae endémique d'Angola.

## Systématique
L'espèce Gnathonemus barbatus a été décrite en 1967 par l'ichtyologiste belge Max Poll (1908-1991).

## Répartition
Gnathonemus barbatus se rencontre dans la Luangue (d), une rivière du bassin supérieur du Congo en Angola.

## Description
Gnathonemus barbatus peut mesurer jusqu'à 158 mm.

## Étymologie
Son épithète spécifique, du latin barbatus, « barbu », fait référence au long barbillon de son menton.

## Publication originale
- Max Poll, « Contribution à la faune ichthyologique de l'Angola », Publicações culturais da Companhia de Diamantes de Angola, Lisbonne, vol. 75,‎ 1967, p. 1-381 (ISSN 0870-614X).